# Ferenc Seres
Ferenc Seres   (Tiszakécske, 3 de novembre de 1945) és un lluitador hongarès, ja retirat, especialista en lluita grecoromana, que va competir durant les dècades de 1970 i 1980.
Durant la seva carrera esportiva va prendre part en tres edicions dels Jocs Olímpics d'Estiu, el 1972, 1976 i 1980. Fou en aquesta darrera participació quan va assolir el seu èxit més important en guanyar la medalla de bronze en la competició del pes minimosca del programa de lluita grecoromana.
En el seu palmarès també destaquen una medalla de bronze al Campionat del món de lluita de 1973 i dues de bronze al Campionat d'Europa de lluita de 1975 i 1976.